# Liste de points extrêmes du Royaume-Uni

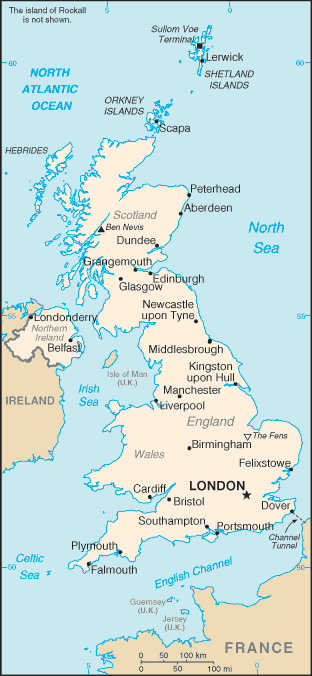
Carte du Royaume-Uni

Voici une liste des points extrêmes du Royaume-Uni.
Cet article considère le Royaume-Uni comme composé de l'Angleterre, de l'Écosse, du pays de Galles (tous trois situés principalement sur l'île de Grande-Bretagne), de l'Irlande du Nord (située principalement sur l'île d'Irlande) et de ses diverses possessions à travers le monde.

## Latitude et longitude

### Royaume-Uni
- - Nord : Out Stack, Shetland (60° 51′ 37″ N, 0° 52′ 26″ O)
  - Sud : île Thule, îles Sandwich du Sud (59° 27′ S, 27° 18′ O)[1]
  - Ouest : Oeno, îles Pitcairn (23° 55′ 26″ S, 130° 44′ 03″ O)
  - Est : Diego Garcia, territoire britannique de l'océan Indien (7° 17′ 58″ S, 72° 29′ 40″ E)

### Angleterre
- Sur l'île de Grande-Bretagne :
  - Nord : Marshall Meadows, comté de Northumberland (55° 48′ N, 2° 02′ O)
  - Sud : cap Lizard, Cornouailles (49° 57′ N, 5° 13′ O)
  - Ouest : Land's End, Cornouailles (50° 04′ N, 5° 43′ O)
  - Est : Lowestoft Ness, comté de Suffolk (52° 29′ N, 1° 46′ E)
- Totalité du pays :
  - Nord : Marshall Meadows, comté de Northumberland (55° 48′ N, 2° 02′ O)
  - Sud : Pednathise Head, Western Rocks, îles Sorlingues (49° 51′ 47″ N, 6° 24′ 10″ O)
  - Ouest : Crim Rocks, îles Sorlingues (49° 54′ N, 6° 27′ O)
  - Est : Lowestoft Ness, comté de Suffolk (52° 29′ N, 1° 46′ E)

### Écosse
- Sur l'île de Grande-Bretagne :
  - Nord : Easter Head, Dunnet Head, Caithness (58° 40′ N, 3° 22′ O)
  - Sud : Mull of Galloway, Wigtownshire (54° 38′ N, 4° 51′ O)
  - Ouest : Ardnamurchan Point, Argyll (56° 43′ N, 6° 14′ O)
  - Est : Keith Inch, Peterhead, Aberdeenshire (57° 30′ N, 1° 46′ O)
- Totalité du pays :
  - Nord : Out Stack, îles Shetland (60° 51′ N, 0° 52′ O)
  - Sud : Mull of Galloway, Wigtownshire (54° 38′ N, 4° 51′ O)
  - Ouest : Rockall (57° 36′ N, 13° 42′ O)[2]
  - Est : Bound Skerry, Skerries extérieures, îles Shetland (60° 15′ N, 0° 26′ O)

### Irlande du Nord
- Sur l'île d'Irlande :
  - Nord : Benbane Head, Antrim (55° 15′ N, 6° 29′ O)
  - Sud : Cranfield Point, Down (54° 01′ N, 6° 03′ O)
  - Ouest : près de Belleek, Fermanagh (54° 28′ N, 8° 09′ O)
  - Est : Burr Point, péninsule Ards, Down (54° 29′ N, 5° 25′ O)
- Totalité du pays :
  - Nord : Île de Rathlin, Antrim (55° 18′ N, 6° 14′ E)
  - Sud : Cranfield Point, Down (54° 01′ N, 6° 03′ O)
  - Ouest : près de Belleek, Fermanagh (54° 28′ N, 8° 09′ O)
  - Est : Canon Rock, au large de la péninsule Ards, Down

### Pays de Galles
- Sur l'île de Grande-Bretagne :
  - Nord : Point of Ayr, Flintshire (53° 21′ N, 3° 18′ O)
  - Sud : Breaksea Point, Barry, Vallée de Glamorgan (51° 23′ N, 3° 17′ O)
  - Ouest : Pen Dal-aderyn, Pembrokeshire (51° 51′ N, 5° 19′ O)
  - Est : près de Lutton, Monmouthshire (52° 28′ N, 0° 20′ O)
- Totalité du pays :
  - Nord : Middle Mouse, au large de Cemaes, Anglesey (53° 26′ N, 4° 27′ O)
  - Sud : Breaksea Point, Barry, Vallée de Glamorgan (51° 23′ N, 3° 17′ O)
  - Ouest : île Grassholm, Pembrokeshire (51° 44′ N, 5° 28′ O)
  - Est : près de Lutton, Monmouthshire (52° 28′ N, 0° 20′ O)

## Altitude

### Royaume-Uni

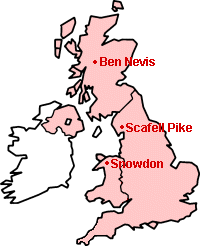
Les points culminants

- Maximale : mont Paget, Géorgie du Sud, 2 934 m[3]
- Minimale : The Fens, Norfolk, -4 m

### Angleterre
- Maximale : Scafell Pike, 978 m
- Minimale : The Fens, Norfolk, -4 m

### Écosse
- Maximale : Ben Nevis, 1 345 m
- Minimale : océan Atlantique, 0 m

### Irlande du Nord
- Maximale : Slieve Donard, 850 m
- Minimale : océan Atlantique, 0 m

### Pays de Galles
- Maximale : mont Snowdon, 1 085 m
- Minimale : océan Atlantique, 0 m